# Chalandri
Chalandri (griechisch Χαλάνδρι (n. sg.), veraltet auch Χαλάνδριον Chalandrion) ist eine griechische Stadt im Osten der Region Attika und ein Vorort von Athen.

## Lage
Chalandri ist etwa 12 km nördlich des Stadtzentrums von Athen gelegen. Es gehört zum Regionalbezirk Athen-Nord des Großraums Athen. Im Norden grenzt es an Marousi, im Süden an Filothei-Psychiko. Die Bebauung der Vororte geht ineinander über, auch wenn hier die Grünfläche je Einwohner die größte in Athen ist.

## Geschichte

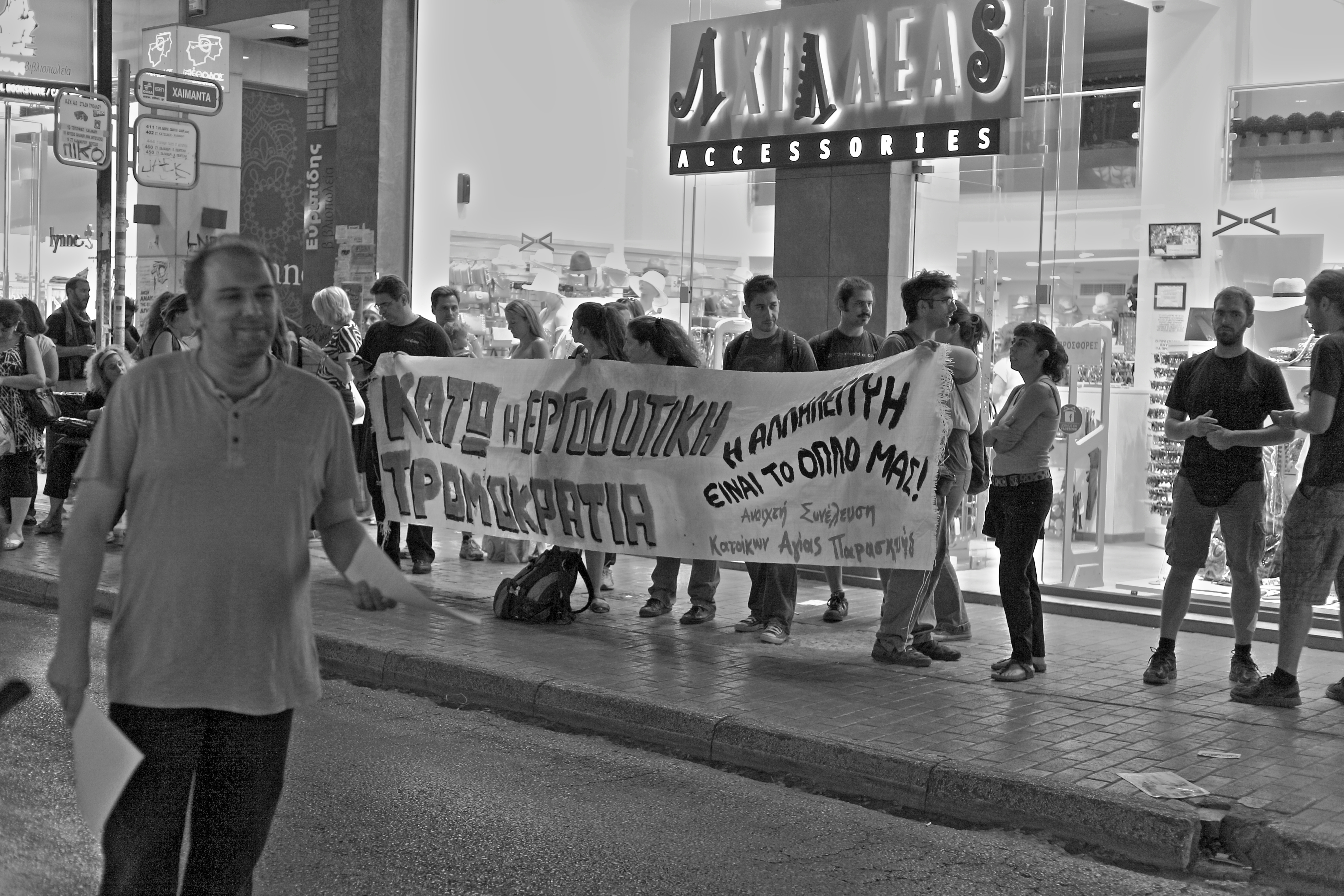
Politischer Protest

An der Stelle des heutigen Chalandri befand sich in der Antike Phlya (griechisch Φλύα Flya), einer der größten der zehn Athener Demoi und Teil der Verwaltungsregion Kekropis. Phlya war der Heimatort des Euripides. Neben anderen Fruchtbarkeitskulten befanden sich hier die Mysterien der Göttin Gaia. Durch das Gebiet des heutigen Chalandria verlief die lithagogia (griechisch λιθαγωγία, wörtlich „Steinführung“), ein Transportweg, auf dem die Marmorblöcke von den Steinbrüchen am Pendeli in das Zentrum Athens geschafft wurden. Ein Teilstück wurde erst vor kurzem am Pendelis-Boulevard ausgegraben.
Aus römischer Zeit haben sich Reste eines Aquädukts und eine Grabkammer mit Tonnengewölbe aus dem 2. Jahrhundert n. Chr. erhalten, die später fast unverändert in die Kapelle der Panagia Marmariotissa (griechisch Παναγία Μαρμαριότισσα) umgewandelt wurde.
Im griechischen Unabhängigkeitskrieg 1821 kam es bei Chalandri zu einem Gefecht der Aufständischen mit den aus Athen heranrückenden Türken.
In den ersten Jahrzehnten des 20. Jahrhunderts noch ein beliebtes ländliches Ausflugsziel, verzeichnete Chalandri vor allem durch die Ansiedlung von Flüchtlingen nach der kleinasiatischen Katastrophe 1923 und infolge der wirtschaftlichen Entwicklung der letzten Jahrzehnte ein dynamisches Wachstum. Insbesondere durch die mit starker Bautätigkeit verbundene Ausdehnung Athens in den 1960er und 1970er Jahren ist die bis dahin ländliche Gemeinde mit der Hauptstadt und anderen Vororten zur Metropolregion zusammengewachsen.

## Bevölkerungsentwicklung

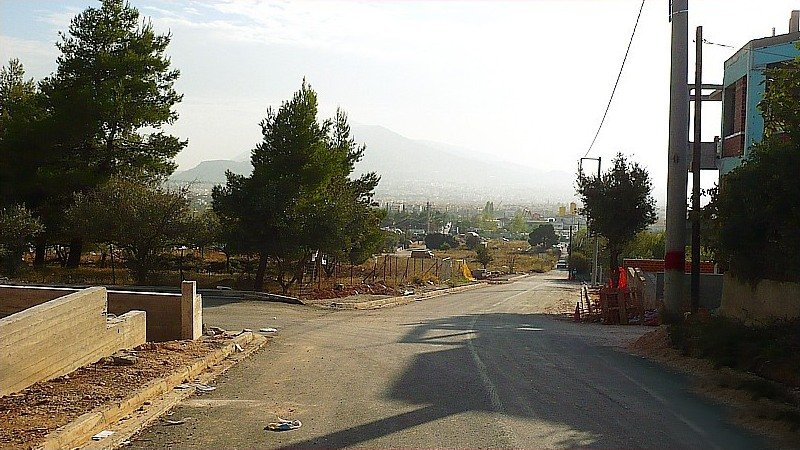
Blick auf Chalandri

| Jahr | Einwohner | Veränderung         | Dichte      |
| ---- | --------- | ------------------- | ----------- |
| 1981 | 54.320    | –                   | 5.027,3/km² |
| 1991 | 66.285    | +11.965 = + 22,03 % | 6.134,7/km² |
| 2001 | 71.684    | 0+5.399 = 0+ 8,15 % | 6.634,3/km² |

## Ortsteile

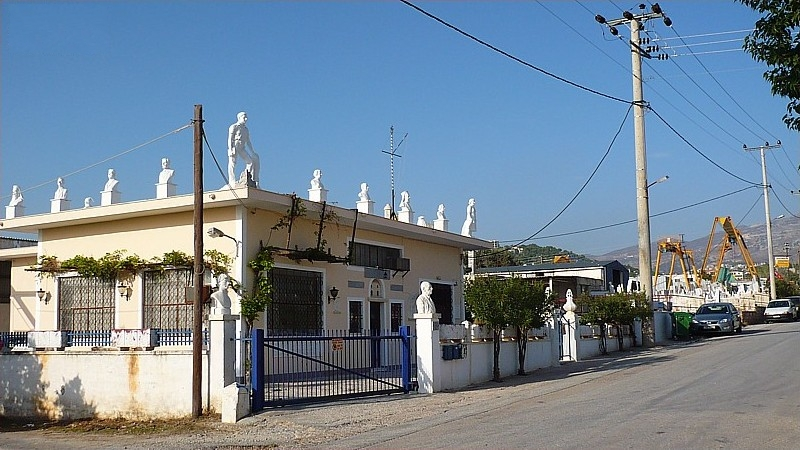
Marmorwerkstatt in Chalandri

- Agia Varvara
- Ano Chalandri
- Neo Chalandri
- Kato Chalandri
- Patima
- Metamorfosi
- Polydroso
- Toufa (oder Frangoklisia)
- Sidera
- Synikismos

## Verkehr, Wirtschaft und Kultur
Chalandri ist durch die Metrolinie 3 („blaue Linie“) mit den Stationen „Chalandri“ und dem Verkehrsknoten „Doukissis Plakendias“ an den öffentlichen Personennahverkehr und durch die sich hier kreuzenden Autobahnen 6 (Attiki Odos) und 64 (Ymittos-Ring) an das Fernstraßennetz angeschlossen.
Chalandri bildet ein geschäftliches Zentrum im Norden Athens. Hier haben sich zahlreiche Wirtschaftsunternehmen und Verbände niedergelassen. Ihre Aktivitäten konzentrieren sich insbesondere entlang der Nord-Süd-Achse des Kifisias-Boulevards. Zahlreiche ausländische Botschaften, die griechische Nationale Münzanstalt, Vodafone Hellas, IBM Hellas, und die Auslandszentrale der staatlichen Sozialversicherung IKA haben in Chalandri ihren Sitz.
Chalandri beherbergt ferner zahlreiche öffentliche wie private Schulen, Lyzeen, Gymnasien, Kirchen und Vereine (Sportverein Chalandri AC).